# Hygrophila urquiolae
Hygrophila urquiolae är en akantusväxtart som beskrevs av Greuter, R.Rankin och Palmarola. Hygrophila urquiolae ingår i släktet Hygrophila och familjen akantusväxter. Inga underarter finns listade i Catalogue of Life.